# Gloria María Borrero
Gloria María del Socorro Borrero Restrepo, née en 1956 à Medellín, est une avocate et une femme politique colombienne. 
De 2018 à 2019, elle occupe le poste de Ministre de la Justice et de la Loi durant la présidence d'Iván Duque.